# Ponnykarusellen
Ponnykarusellen var en åkattraktion på Liseberg i Göteborg. Den första ponnykarusell på Liseberg invigdes samtidigt som nöjesparken 1923, men byttes ut mot en ny 1963. 2010 byttes karusellen återigen ut till en ny version, som slutligen stängdes efter 2015 års säsong och ersattes av Blomsterkarusellen i två plan.
Den sista versionen av Ponnykarusellen tillverkades av det italienska företaget Preston & Barbieri, men många detaljer kunde kännas igen från de tidigare versionerna av karusellen.
På karusellen fanns skulpturer av olika djur såsom hästar, svanar och elefanter som barnen kunde sitta på medan karusellen roterade. Rotationshastigheten var cirka 10 varv per minut. Totalt finns det plats för 24 personer. Ponnykarusellen var en av få attraktioner på Liseberg som varit gratis.

## Bilder
- Wikimedia Commons har media som rör Ponnykarusellen.

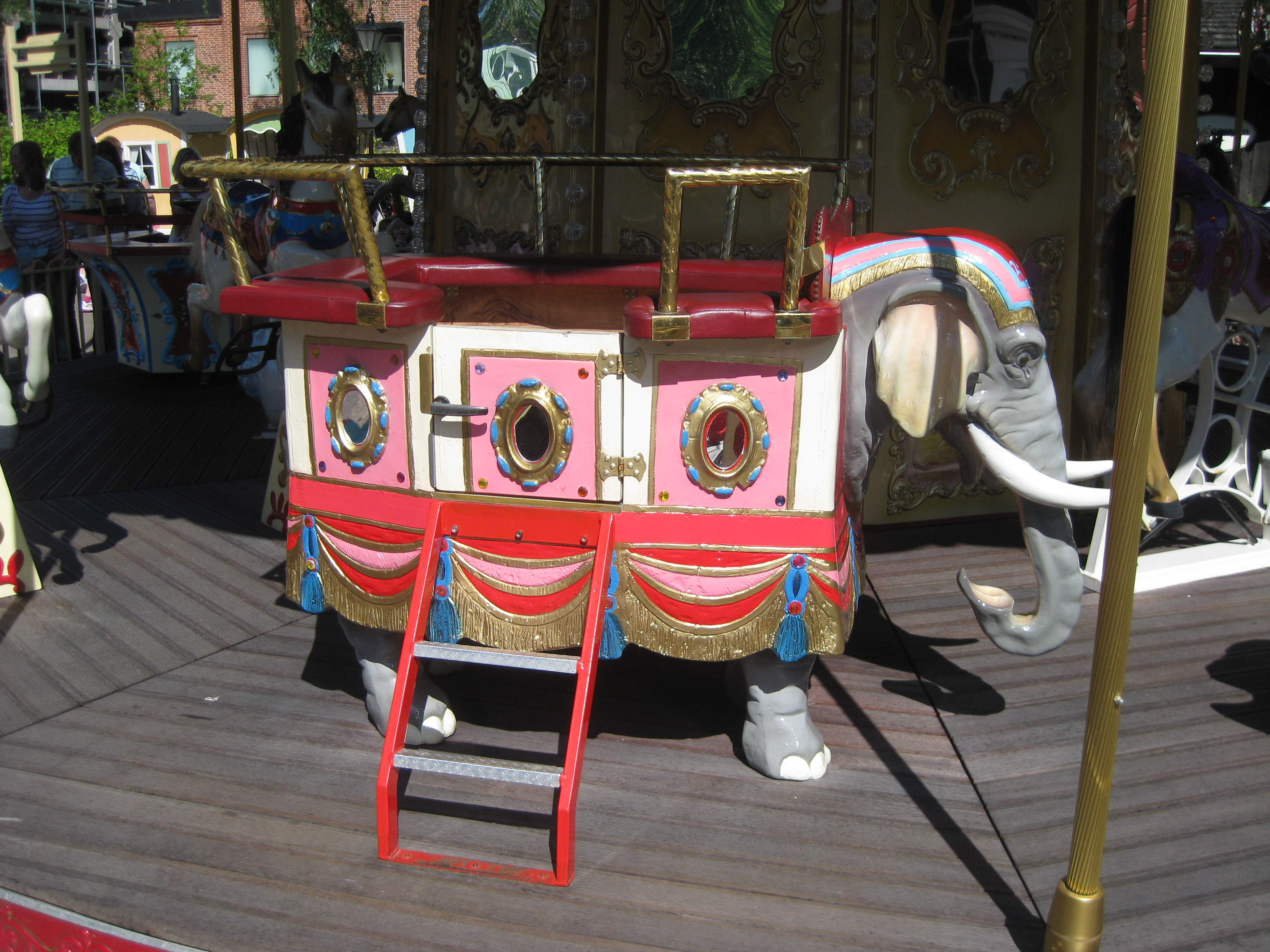
En liknande elefant fanns även på den gamla versionen av Ponnykarusellen.
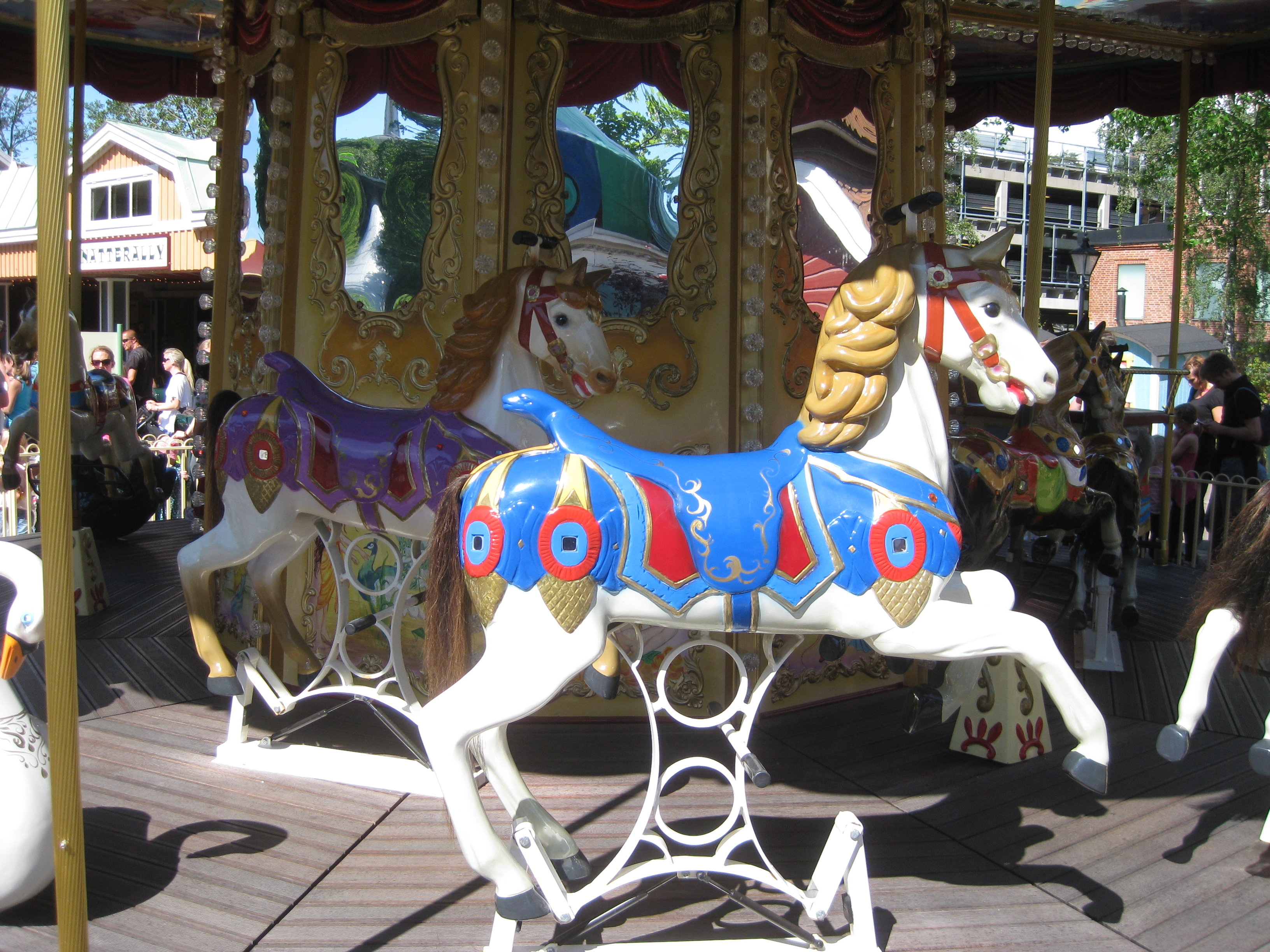
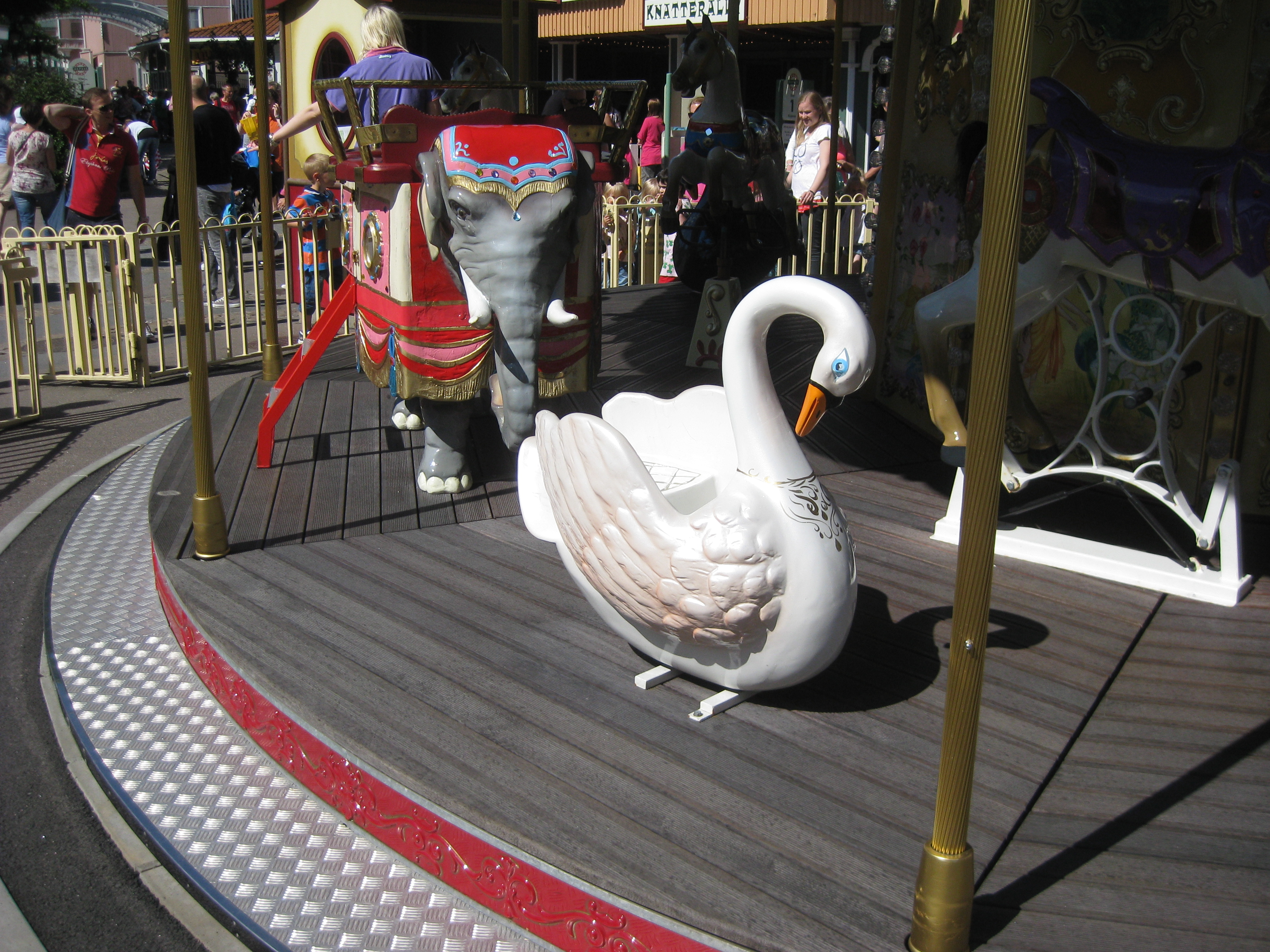
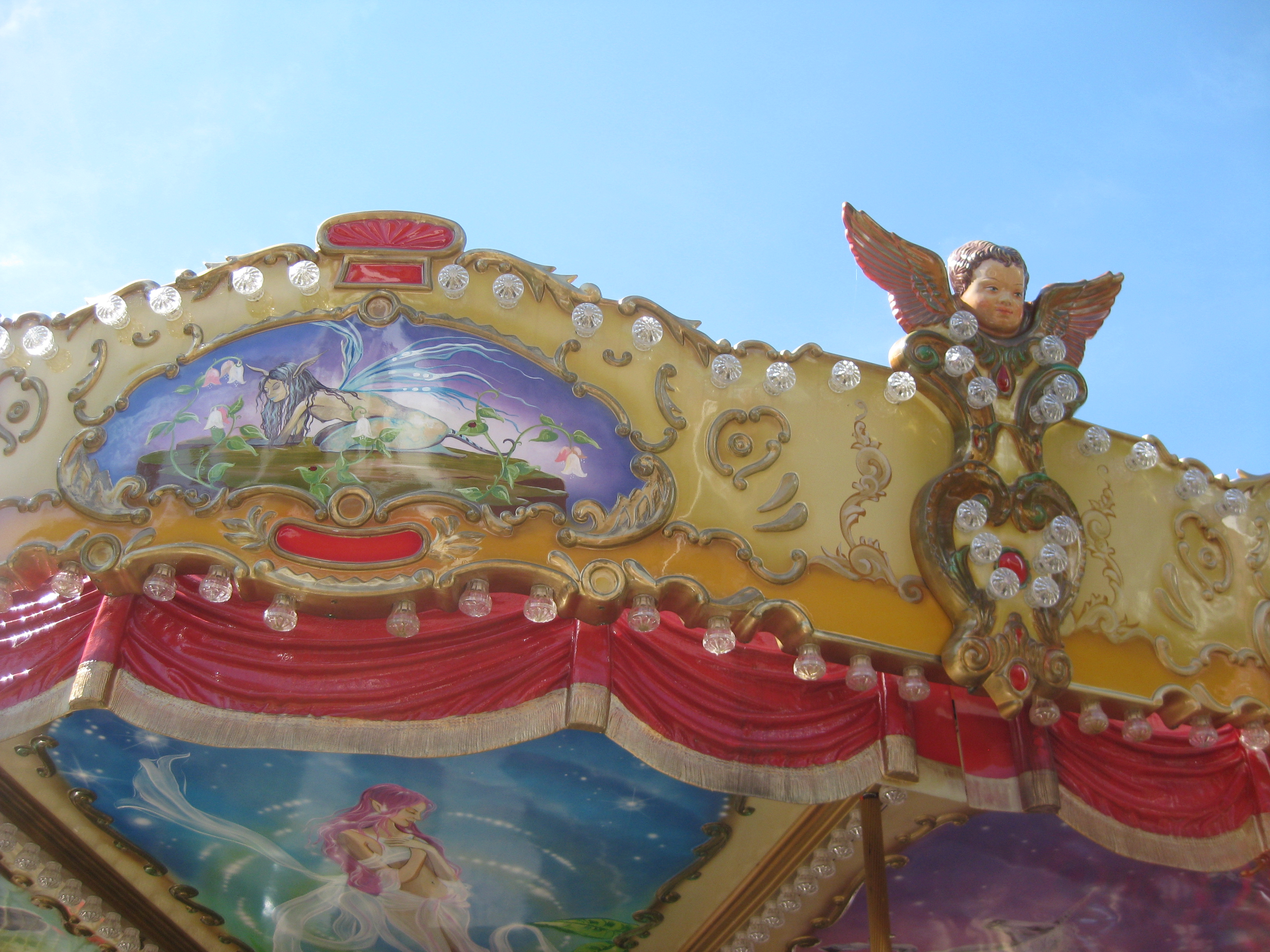
Karusellen är fint utsmyckad med bilder och änglaansikten.
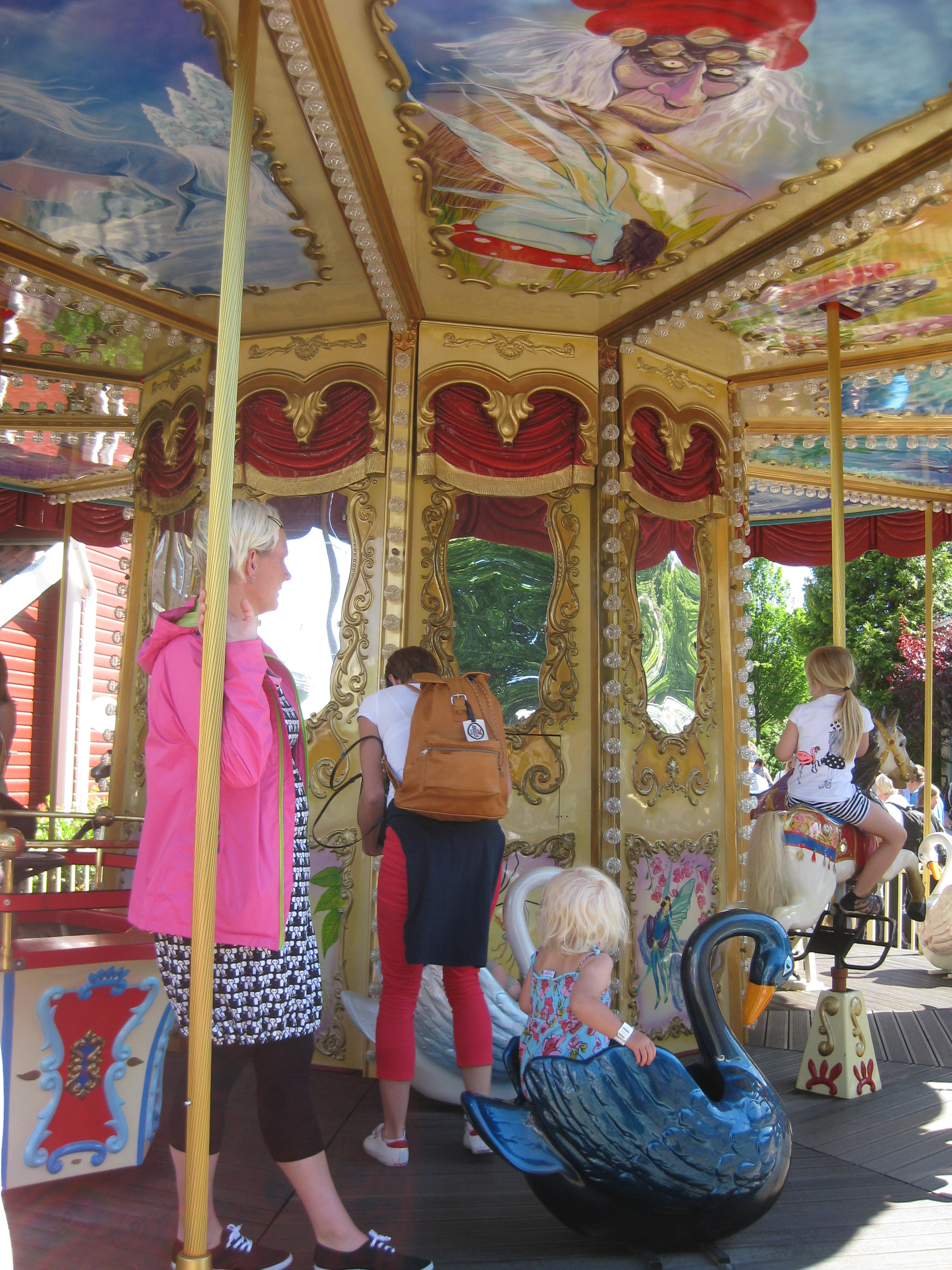
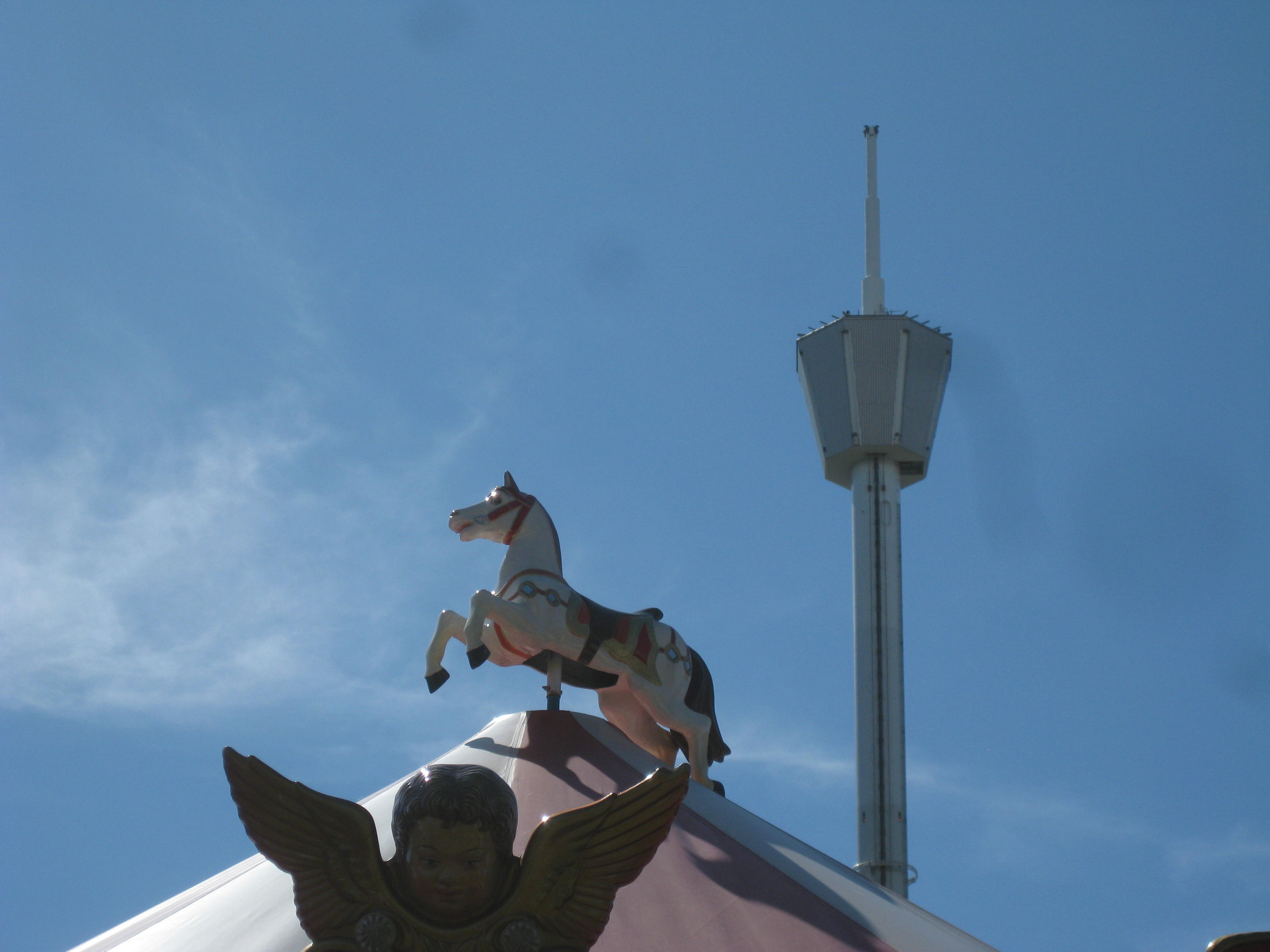
På taket av karusellen sitter denna lilla häst. I bakgrunden syns Atmosfear.